# District de Yunhe
Pour les articles homonymes, voir Yunhe.
Le district de Yunhe (运河区 ; pinyin : Yùnhé Qū) est une subdivision administrative de la province du Hebei en Chine. Il est placé sous la juridiction de la ville-préfecture de Cangzhou.